# Ceratinella buna
Ceratinella buna är en spindelart som beskrevs av Chamberlin 1948. Ceratinella buna ingår i släktet Ceratinella och familjen täckvävarspindlar. Inga underarter finns listade i Catalogue of Life.